# Невротизм
Невроти́зм (нейроти́зм) — черта личности, характеризующаяся эмоциональной неустойчивостью, тревогой, низким самоуважением, иногда — вегетативными расстройствами. Невротизм не следует отождествлять с неврозом, так как невротические симптомы может обнаруживать и здоровый человек. Невротизм измеряется, как правило, с помощью специальных шкал или личностных опросников.
В широком смысле невротизм можно определять как неспособность эффективно регулировать негативные эмоции (van Egeren, 2009). Негативные эмоции склонны возникать, когда люди полагают, что они плохо справляются с достижением своих целей (Carver & Scheier, 1990).
Сильная корреляция между невротизмом и негативным аффектом получена во множестве работ (Clark & Watson, 1999; Costa & McCare, 1980; Tellegen, 1985; Warr et al., 1983; Watson & Clark, 1984, 1992). Elliot and Thrash (2002) обнаружили, что невротизм, негативная эмоциональность и поведенческое торможение высоко нагружают один и тот же фактор, названный авторами «избегающим темпераментом» (avoidance temperament). Watson and Clark (1984), проанализировав данные 20 исследований, продемонстрировали сильную положительную связь между нейротизмом и реакцией стресса на экзамены, интервью и другие ситуации, в которых может случиться неудача и возникнуть разочарование.
Тремя основными эмпирически получаемыми компонентами нейротизма являются возбудимость (irritability), незащищённость (insecurity) и эмоциональность (Saucier & Ostendorf, 1999).
Невротизм является сильнейшим предиктором развития всех распространённых психических расстройств.